# Jeanette Eppsová
Jeanette Jo Eppsová (* 3. listopadu 1970) je americká letecká inženýrka a astronautka NASA, 613. člověk ve vesmíru. V současnosti při svém prvním letu do vesmíru pobývá na Mezinárodní vesmírné stanici (ISS) jako členka Expedice 71. Na Zemi se vrátí na podzim 2024.

## Raný život, vzdělání, začátek kariéry
Narodila se ve městě Syracuse ve státě New York. 
Vystudovala Le Moyne College v městě DeWitt ve státě New York, kde získala bakalářský titul z fyziky. Magisterský a doktorský titul z leteckého inženýrství získala na Marylandské univerzitě v College Parku.
Po dokončení univerzity pracovala dva roky ve výzkumu pro Ford Motor Company a následně sedm let jako zpravodajská důstojnice zpravodajské služby Central Intelligence Agency.

## Astronautka
V roce 2009 byla vybrána do 20. skupiny astronautů NASA. Základní výcvik dokončila v roce 2011.
V červenci 2014 se účastnila výzkumu v podvodní laboratoři Aquarius jako členka 18. posádky, ve které kromě ní byli Thomas Pesquet z Francie, Akihiko Hošide z Japonska a Američan Mark Vande Hei.
Od května 2018 měla strávit 6 měsíců na palubě Mezinárodní vesmírné stanice. Do vesmíru měla odstartovat na palubě lodi Sojuz MS-09, kde by jejími kolegy byli Alexandr Samokuťajev a Alexander Gerst. 16. ledna vydala NASA tiskovou zprávu uvádějící, že se Eppsová mise neúčastní. Tisková zpráva neuváděla důvod změny posádky. Eppsovou při misi zastoupila její náhradnice Serena Maria Auñónová-Chancellorová.
V roce 2019 se Eppsová účastnila cvičení v ESA CAVES, evropském simulátoru zhoršených životních podmínek. Podmínky zde měly připomínat ty na Měsíci či Marsu. Jeanette Eppsová se stala druhou ženou, která cvičení absolvovala (první byla Jessica Meirová).

### Jediný kosmický let
25. srpna roku 2020 oznámila NASA, že se Eppsová má stát součástí mise Starliner-1 prvního řádného letu nové kosmické lodi CST-100 Starliner společnosti Boeing. Začátek mise k Mezinárodní vesmírné stanici (ISS) byl plánován nejdříve na březen 2023. V souvislosti s nejméně ročním odkladem první mise nové lodi však NASA provedla změnu rozdělení do posádek – zařazení Eppsové do hlavní posádky mise SpaceX Crew-8 však nejprve neformálně vyplynulo z fotoreportáže na webu Střediska přípravy kosmonautů J. A. Gagarina v dubnu 2023, kde čtveřice cvičila jako záložní posádka Crew-7. NASA své tři nominace pro Crew-8 definitivně potvrdila na až začátku srpna 2023.
Po nejasnostech s termínem a dvou odkladech již určených startů kvůli počasí mise začala vypuštěním kabiny Crew Dragon Endeavour z Kennedyho vesmírného střediska 4. března 2024 v 03:53:38 UTC,  k Mezinárodní vesmírné stanici (ISS) se připojila 5. března 2024 v 07:28 UTC. Loď se poté 2. května 2024 přesunula z předního na horní port modulu Harmony, aby uvolnila přední port a umožnila tak jednodušší přílet kosmické lodi Starliner při nadcházejícím testovacím letu s posádkou Boeing Crew Flight Test. Pro případ, že by se lodi nepodařilo se znovu připojit a členové posádky by zůstali na stanici bez záchranného plavidla, byla kompletní posádka během přesunu na palubě. Crew-8 se od předního portu stanice odpojila v 12:57 UTC a k hornímu se připojila ve 13:46 UTC. Eppsová spolu s velitelem mise Matthew Dominickem, astronautem Michaelem Barrattem a ruským kosmonautem Alexandrem Grebjonkinem měli strávit na ISS zhruba půl roku během dlouhodobé Expedice 71. Kvůli problémům se Starlinerem, které vedly k úpravám programů letů, a později kvůli nepříznivému počasí v lokalitách pro přistání se však jejich let protáhl na 235 dní, což z něj udělalo nejdelší let americké kosmické lodi v historii. Přistáli 25. října 2024 v 07:29.02 UTC do Mexického zálivu, nedaleko pobřeží Floridy u města Pensacola.

### Odchod z NASA
Po dokončení poletové rehabilitace Eppsová 30. května 2025 odešla nejen z oddílu astronautů, ale také z NASA.